# Delegering
Delegering är att man överlämnar beslutsrätt, det vill säga att man låter någon annan fatta beslut i ens eget namn. Detta kallas att beslutet delegeras. En person som tar emot beslutsrätten kallas delegat. Till exempel är högsta beslutande organet i en kommun dess kommunfullmäktige. Normalt delegerar fullmäktige många typer av beslut till kommunstyrelsen, som i sin tur kan delegera beslut till andra grupper eller enskilda personer. Dessa sägs sedan fatta beslut på delegering. För delegering måste det finnas en delegeringsordning , av vilken framgår vilka typer av beslut den/de delegerade kan fatta självständigt.
Beslut som fattats med stöd av delegering ska återrapporteras till den som givit delegeringen. Denna bär fulla ansvaret för de fattade besluten och kan normalt heller inte återkalla eller ändra enskilda beslut fattade på delegering, men väl dra tillbaka delegeringen om man är missnöjd med besluten. 
För vissa typer av beslut finns förbud att delegera rätten att fatta beslut, till exempel i Sverige vid beslut av principiell betydelse.

## Delegering inom sjukvården
Inom sjukvården delegeras många medicinska arbetsuppgifter från någon med formell kompetens till någon med reell kompetens, det kan vara en sjuksköterska som överlåter en arbetsuppgift till en undersköterska. Detta är ett mycket vanligt förfaringssätt, speciellt inom den kommunala sjukvården.
Vid en delegering måste den som ger delegeringen förvissa sig om att personen som tar emot delegeringen klarar av att utföra arbetsuppgiften, såväl teoretiskt som praktiskt. Därefter dokumenteras vad som delegerats, vem som delegerat, till vem arbetsuppgiften delegerats samt hur länge delegeringen gäller, vilket får vara högst ett år.
En delegering är personlig och får inte överlåtas till någon annan. En delegering kan inte påtvingas någon; i akuta situationer kan en arbetsuppgift bli beordrad, men räknas då inte som en delegering.